# Dírham
El dírham (àrab: درهم, dírham, pl. àrab: دراهم, darāhim) fou una antiga moneda d'argent musulmana que valia la desena part del dinar d'or. De vegades se’n diu també «besant» en texts anteriors al segle xvii. També és el nom de monedes actuals.

## Antics dírhams
El nom del dírham, temps enrere anomenat dirhem (forma de la qual deriva l'antiga adaptació catalana direm i la mesura de pes adaram), prové de la dracma romana d'Orient, ja que l'Imperi Romà d'Orient controlava el Llevant mediterrani i comerciava amb Aràbia, de manera que la moneda hi circulava llavors, en temps preislàmics, i més endavant i tot.
Aquesta moneda fou adoptada inicialment en terres àrabs i, cap al final del segle vii, es va generalitzar pels territoris islàmics copiant la dracma sassànida de 3,98 g. Abd-al-Malik (685-705) reformà el sistema monetari fent que a partir d'aleshores fos completament epigràfic indicant el nom del sobirà i un vers religiós, es fixà el pes en 2,97 g. De dírhams se'n van encunyar a molts països mediterranis, incloent-hi al-Àndalus a partir del 722, i segurament es va usar arreu d'Europa entre els segles x i xii. En el període taifa, es va fer molt sovint de billó i en el període almohade es produïren dírhams quadrats de nomes 1,5 g.
També el dram, l'actual moneda d'Armènia, té un origen similar. L'apropiació de la dracma i la seva conversió en dírham per part del món musulmà és comparable al que succeí amb el denari o diner romà i el dinar.

## Dírhams actuals
Actualment és la unitat monetària oficial del Marroc i dels Emirats Àrabs Units. També és moneda fraccionària de Qatar i de Líbia, ja que és la centèsima part del riyal de Qatar i la mil·lèsima del dinar libi. Al Tadjikistan, anomenada diram, és la centèsima part del somoni.